# Louisa Aniwaa
Louisa Aniwaa (* 4. April 2003 in Kumasi) ist eine ghanaische Fußballspielerin.

## Karriere

### Vereine
Aniwaa, in Kumasi geboren, spielte zuletzt im Alter von 19 Jahren für den Police Ladies FC in ihrer ghanaischen Heimat.
Am 6. September 2022 wurde sie auf der Website des 1. FFC Turbine Potsdam als Neuzugang und Verstärkung für die Abwehr vorgestellt.
Ihr Pflichtspieldebüt für die erste Mannschaft und ihren ersten Verein im Ausland gab sie am 30. Oktober 2022 (6. Spieltag) bei der 0:5-Niederlage im Heimspiel gegen den SC Freiburg mit Einwechslung für Pauline Deutsch in der 74. Minute. Ihr zweites und letztes Saisonspiel bestritt sie am 6. November 2022 (7. Spieltag) bei der 1:2-Niederlage im Auswärtsspiel gegen die SGS Essen in den ersten 45 Minuten. Für die zweite Mannschaft bestritt sie vom 25. September 2022 bis zum 29. Mai 2023 zwölf Punktspiele in der 2. Bundesliga. In der Saison 2023/24 – abstiegsbedingt in der 2. Bundesliga vertreten – kam sie das erste Mal im DFB-Pokalwettbewerb zum Einsatz; das Zweitrundenspiel am 10. September 2023 im heimischen Karl-Liebknecht-Stadion wurde mit 0:2 gegen den Titelverteidiger VfL Wolfsburg verloren, bei dem sie in der 72. Minute für Irena Kusnezow eingewechselt worden war.

### Nationalmannschaft
Aniwaa nahm mit der U20-Nationalmannschaft an der vom 10. bis 22. August 2022 in Costa Rica ausgetragenen Weltmeisterschaft teil. Sie bestritt alle drei Spiele der Gruppe D und schied mit ihrer Mannschaft in dieser als Viertplatzierter aus dem Turnier aus.
Für die A-Nationalmannschaft debütierte sie am 13. April 2022 in Rabat bei der 0:2-Niederlage im Freundschaftsspiel gegen die Nationalmannschaft Marokkos.